# Huta (powiat radomski)
Huta – wieś w Polsce położona w województwie mazowieckim, w powiecie radomskim, w gminie Pionki.
Wieś wchodzi w skład sołectwa Kieszek.
W latach 1957–1975 miejscowość administracyjnie należała do województwa kieleckiego, a następnie w latach 1975–1998 do województwa radomskiego.
W miejscowości tej urodził się Stanisław Siczek – zastępca dowódcy podobwodu „Kolonka” ZWZ-AK.
Wierni Kościoła rzymskokatolickiego należą do parafii św. Mikołaja i św. Małgorzaty w Jedlni lub do parafii Niepokalanego Serca Najświętszej Maryi Panny w Bierwcach.

## Historia
Miejscowość swoją nazwę zawdzięcza założonej przez rosyjskiego gen. Bezaka, donatariusza majoratu jedleńskiego w XIX wieku, hucie szkła.
W czasie I Rzeczypospolitej Huta jako część Jedlni leżała na terenie województwa sandomierskiego prowincji małopolskiej, w latach 1810–1815 w departamencie radomskim Księstwa Warszawskiego, w latach 1816–1837 w obwodzie radomskim województwa sandomierskiego, w latach 1837–1844 w guberni sandomierskiej i wreszcie w latach 1845–1915 na terenie guberni radomskiej Królestwa Kongresowego.
W latach 1919–1939 miejscowość administracyjnie należała do gminy Jedlnia, w powiecie kozienickim, w województwie kieleckim.
W czasie okupacji pod niemiecką administracją Generalnego Gubernatorstwa.